# Linthal
Linthal è un comune francese di 584 abitanti situato nel dipartimento dell'Alto Reno nella regione Grand Est.

## Società

### Evoluzione demografica
Abitanti censiti